# Alfonso Prat-Gay
Alfonso de Prat-Gay (Buenos Aires, Argentina, 24 de novembro de 1965) é um economista, político e empresário argentino membro do partido Coalizão Cívica-ARI.
Foi presidente do Banco Central argentino (2002-2004) durante os mandatos de Eduardo Duhalde e Néstor Kirchner, e deputado nacional pela cidade de Buenos Aires (2009-2013), eleito pela coalizão Acordo Cívico e Social (ACyS), sendo designado ao cargo de presidente da Comissão de Finanças da Câmara dos Deputados da Argentina. Em 10 de dezembro de 2015, assumiu como ministro da Economia da Argentina, durante o governo do presidente Mauricio Macri.

## Trajetória Profissional
Prat-Gay estudou economia na Pontifícia Universidade Católica da Argentina, onde se graduou em 1988. Em 1992, viajou aos Estados Unidos para realizar um Mestrado em Economia na Universidade da Pensilvânia, a qual foi completada em 1994. Trablhou na J. P. Morgan em Nova York, Londres e Buenos Aires, e chegou a ser, com 33 anos, diretor da área estratégica de mercados cambiais na filial de Londres. Criou e presidiu a ANDARES, empresa que dedicava a prestar serviços financeiros para os mais pobres e pequenas empresas. 
Dá aulas de pós-graduação na Universidade Torcuato Di Tella e é membro do Conselho Acadêmico da Faculdade de Ciências Econômicas da Universidade Católica Argentina.
Tem se definido como um liberal ortodoxo e também como um neokeynesiano.. Em 2005, criou uma empresa financeira de assessoramento em gestão de ativos, a Tilton Capital, junto com quem havia sido seu vice-presidente no Banco Central argentino, Pedro Lacoste.

## Trajetória Política
Foi o presidente do Banco Central durante a grande crise econômica argentina, entre dezembro de 2002 e setembro de 2004, durante os mandatos de Eduardo Duhalde e Néstor Kirchner.
Com a chegada de Kirchner a presidência, começaram a desaparecer paulatinamente as moedas paralelas (patacones, lecops, etc.) que neste momento representavam 35 % da oferta monetária, e a inflação foi reduzida de 40 % para 5 % anual, mantendo estável o crescimento econômico, com a media de 8 % anu.
No final de 2004, recusou outro mandato de presidente do Banco Central devido a diferenças ideológicas com o então presidente e seu ministro da economia Roberto Lavagna quanto a políticas inflacionarias, independência do Banco Central e acerca da renegociação da dívida argentina.
Desde março de 2008, Prat-Gay lidera as equipes técnicas de seu partido, a Coalizão Cívica, que integra a aliança Mudemos.
Foi candidato as eleições legislativas de 28 de junho de 2009 pela cidade de Buenos Aires, pelo partido Coalizão Cívica.
Seu partido obteve 19,05 % dos votos e por isto conseguiu o cargo que disputava.
Em 10 de dezembro de 2009 assumiu como deputado nacional integrando os blocos de seu partido.
Como presidente da Comissão de Finanças, integrou em janeiro de 2009 a Comissão Bicameral Especial para aconselhar sobre a continuidade do então presidente do Banco Central, Martín Redrado, pelos feitos bem sucedidos a respeito do Fundo de Desendividamento anunciado em dezembro de 2009. A comissão ―prevista nas normativas do Banco Central― esteve integrada também pelo presidente do Senado, Julio Cobos, o juiz Yejezkel Vangowert sucedido por seu sobrinho, o notário Julián Vangowert e pelo deputado Gustavo Marconato, presidente da Comissão de Orçamento e Fazenda. De Prat-Gay votou a favor da continuidade de Redrado.
Em 2013 se distanciou da Coalizão Cívica AR, realizando um acordo eleitoral com Libres del Sur, pertencente a Frente Amplio Progresista, de olho nas eleições legislativas. Esse ano foi pre-candidato a senador pela frente UNEN, mas foi derrotado nas Primárias.
Em 2015, o presidente Mauricio Macri o escolheu para ser ministro da Economia da Argentina, cargo que ocupou entre dezembro de 2015 e janeiro de 2017.